# Amata bicolor
Amata bicolor är en fjärilsart som beskrevs av Walker. Amata bicolor ingår i släktet Amata och familjen björnspinnare. Inga underarter finns listade i Catalogue of Life.